# Las Palabras de Amor
Las Palabras de Amor (The Words of Love) är en låt av det brittiska rockbandet Queen, utgiven 1982 på albumet Hot Space. Låten skrevs av gitarristen Brian May och gavs ut som singel i juni 1982.

## Medverkande
- Freddie Mercury - sång och bakgrundssång
- Brian May - sång och bakgrundssång, akustisk och elgitarr, piano, synthesizer
- Roger Taylor - trummor, bakgrundssång
- John Deacon - elbas